# Australomimetus
Australomimetus és un gènere d'aranyes araneomorfes de la família dels mimètids (Mimetidae). Fou descrit per primera vegada l'any 1986 per S. Heimer. Les seves espècies es distribueixen per Àsia oriental i Oceania.

## Taxonomia
Segons el World Spider Catalog amb data de desembre de 2018, Australomimetus te reconegudes les següents 31 espècies:
- Australomimetus annulipes Heimer, 1986
- Australomimetus audax (Hickman, 1929)
- Australomimetus aurioculatus (Hickman, 1929)
- Australomimetus burnetti Heimer, 1986
- Australomimetus catulli (Heimer, 1989)
- Australomimetus childersiensis Heimer, 1986
- Australomimetus daviesianus Heimer, 1986
- Australomimetus diabolicus Harms & Harvey, 2009
- Australomimetus djuka Harms & Harvey, 2009
- Australomimetus dunlopi Harms & Harvey, 2009
- Australomimetus hannemanni (Heimer, 1989)
- Australomimetus hartleyensis Heimer, 1986
- Australomimetus hertelianus Heimer, 1986
- Australomimetus hirsutus Heimer, 1986
- Australomimetus japonicus (Uyemura, 1938)
- Australomimetus kioloensis Heimer, 1986
- Australomimetus maculosus (Rainbow, 1904) (Espècie tipus)
- Australomimetus mendax Harms & Harvey, 2009
- Australomimetus mendicus (O. Pickard-Cambridge, 1880)
- Australomimetus miniatus Heimer, 1986
- Australomimetus nasoi Harms & Harvey, 2009
- Australomimetus pseudomaculosus Heimer, 1986
- Australomimetus raveni Heimer, 1986
- Australomimetus robustus Heimer, 1986
- Australomimetus sennio (Urquhart, 1891)
- Australomimetus spinosus Heimer, 1986
- Australomimetus stephanieae Harms & Harvey, 2009
- Australomimetus subspinosus Heimer, 1986
- Australomimetus sydneyensis Heimer, 1986
- Australomimetus tasmaniensis (Hickman, 1928)
- Australomimetus triangulosus Heimer, 1986